# Raffaele Forni
Pour les articles homonymes, voir Forni.
Raffaele Forni (24 mai 1906 – 29 septembre 1990) est un prélat suisse de l'Église catholique qui a travaillé dans le service diplomatique du Saint-Siège. Il porte le titre d'archevêque à partir de 1953 et est nonce en Iran (en), au Venezuela (en), en Uruguay (en) et en Syrie (en).

## Biographie
Raffaele Forni est le fils de Giuseppe et Emilia Forni et est né le 24 mai 1906 à Villa Bedretto, canton du Tessin, Suisse. Il étudie au lycée de Lugano et obtient des diplômes en philosophie à l'Université catholique du Sacré-Cœur de Milan et en théologie à Fribourg. Il est ordonné prêtre le 29 juillet 1934, puis enseigne au séminaire de Lugano et travaille à l'Université catholique de Milan.
En préparation d'une carrière dans le service diplomatique, il entre à l'Académie ecclésiastique pontificale en 1937. Il entre au service diplomatique du Saint-Siège en 1938. Ses premières affectations comprenaient des missions à Prague, Paris et Ottawa
Le 31 juillet 1953, le pape Pie XII le nomme archevêque titulaire d'Ægina (de) et internonce apostolique en Iran (en), le premier représentant du Vatican dans ce pays avec un titre supérieur à celui de délégué. Il reçoit sa consécration épiscopale du cardinal Eugène Tisserant le 13 septembre. Il est nommé nonce apostolique au Venezuela (en) le 24 septembre 1955 et en Uruguay (en) le 27 février 1960. Le 23 octobre 1965, il rejoint le personnel de la Secrétairerie d'État à Rome. Le pape Paul VI lui donne sa dernière affectation en tant que nonce apostolique en Syrie (en) le 17 juin 1967.
Sa carrière diplomatique se termine avec la nomination d'Achille Glorieux pour lui succéder en Syrie le 19 septembre 1969.
À la retraite, il vit à Lugano. Il décède le 29 septembre 1990.